# Wilhelm Albrecht von Schoen
Wilhelm Albrecht von Schoen (* 29. August 1886 in Den Haag; † 12. April 1960 auf dem Gestüt Großschwaig in Irschenberg) war ein deutscher Diplomat.

## Leben
Wilhelm Albrecht von Schoen war der Sohn des Diplomaten Wilhelm von Schoen und Bertha von Schoen, geborene Freiin von Groote. Nach dem Besuch einer Schule in Schnepfenthal und des Theresien-Gymnasiums in München studierte er Rechtswissenschaften in Heidelberg, Berlin, München und Straßburg. In Würzburg promovierte er 1908 zum Dr. jur. Noch im gleichen Jahr trat er als Referendar, dann als Attaché in den diplomatischen Dienst Preußens.
Im Jahr 1910 wurde er im Generalkonsulat in Antwerpen und der Botschaft in Brüssel beschäftigt. Im Folgejahr arbeitete er in der Gesandtschaft in Paris. Von 1913 bis 1920 war er Gesandtschaftssekretär in Tokio, Washington, D.C. und Mexiko-Stadt. Danach war er als Legationsrat tätig, zunächst von 1921 bis 1924 in Rom, dann von 1925 bis 1927 in Peking und 1928 in Tokio. Von 1929 bis 1932 war er Leiter der Abteilung für Ostasien im Reichsaußenministerium und von 1932 bis 1935 Gesandter in Addis Abeba (Äthiopien).
Im März 1935 wurde Wilhelm Albrecht von Schoen Gesandter in Santiago de Chile (Chile), wo er vom 22. April 1936 bis zum Abbruch der Beziehungen am 20. Januar 1943 erster deutscher Botschafter war. Danach kehrte Schön nach Deutschland zurück und lebte auf seinem Landgut Großschwaig. 1944 arbeitete er wieder im Auswärtigen Amt in Berlin. Er gehörte dem NSRB an, war jedoch kein Mitglied der NSDAP. Da er mit einer US-Amerikanerin verheiratet war, wurde er im November 1944 auf Grund des Führererlasses zur „Fernhaltung international gebundener Männer von maßgebenden Stellen in Partei, Staat und Wehrmacht“ vom 19. Mai 1943 in den Ruhestand versetzt.
Nach Ende des Zweiten Weltkriegs engagierte sich Schoen politisch in der CSU, die ihn in Parsberg zum Obmann wählte und als Beisitzer in der Spruchkammer Miesbach nominierte. Im Mai 1946 folgte seine Wahl zum Landrat im Kreis Miesbach. Einen Monat später enthob ihn die Spruchkammer jedoch dieses Amtes und initiierte ein Verfahren nach dem Gesetz Nr. 104 zur Befreiung von Nationalsozialismus und Militarismus (Entnazifizierung). Ersteres geschah per einstweiliger Anordnung, die das Bayerische Staatsministerium für Sonderaufgaben wieder aufhob und den Fall an die Spruchkammer zurückwies. Es folgte dort eine Anklage auf Einordnung Schoens in die Kategorie 1 (Hauptschuldige). Im September 1946 beschloss die Spruchkammer stattdessen seine Einordnung in Kategorie 5 (Entlastete). Die darauf folgende Berufung endete im August 1947 mit der Einstellung des Verfahrens, da der Kassationshof die ursprüngliche Anklage für unzulässig erklärte. Hintergrund des langwierigen Verfahrens waren Hinweise des amerikanischen Geheimdienstes auf eine mögliche Beteiligung Schoens an der Infiltration Lateinamerikas durch die Nationalsozialisten während seiner Zeit als Botschafter in Chile. Schoen sagte auch beim Wilhelmstraßen-Prozess aus und gab im September 1947 eine eidesstattliche Erklärung über die Tätigkeit der NSDAP-Auslandsorganisation in Chile ab.
Schoen blieb weiterhin in der CSU tätig, u. a. als Kreisvorsitzender und Mitglied des Wirtschaftsbeirates. Er kandidierte bei der ersten Bundestagswahl 1949, erlangte jedoch kein Mandat. 1954 war er Gründungsmitglied der Arbeitsgemeinschaft Demokratischer Kreise in Bayern.
Schoen war mit der US-Amerikanerin Catherine, geb. Birney verheiratet. Aus der Ehe gingen zwei Kinder hervor. Sein älterer Sohn Alexander von Schoen (1924–1944) diente bei der Luftwaffe und fiel im Zweiten Weltkrieg. Sein Sohn Hans von Schoen (1932–2024) war ein Hauptaktionär der EGT AG.

## Publikationen
- Geschichte Mittel- und Südamerikas. F. Bruckmann, München 1953.
- Alfons X. von Kastilien, ein ungekrönter deutscher König. F. Bruckmann, München 1957.